# 49350 Katheynix
49350 Katheynix è un asteroide della fascia principale. Scoperto nel 1998, presenta un'orbita caratterizzata da un semiasse maggiore pari a 2,4110141 UA e da un'eccentricità di 0,0856300, inclinata di 6,92849° rispetto all'eclittica.